# Acraea vinidia
Acraea vinidia är en fjärilsart som beskrevs av William Chapman Hewitson 1874. Acraea vinidia ingår i släktet Acraea och familjen praktfjärilar. Inga underarter finns listade i Catalogue of Life.